# Église presbytérienne évangélique

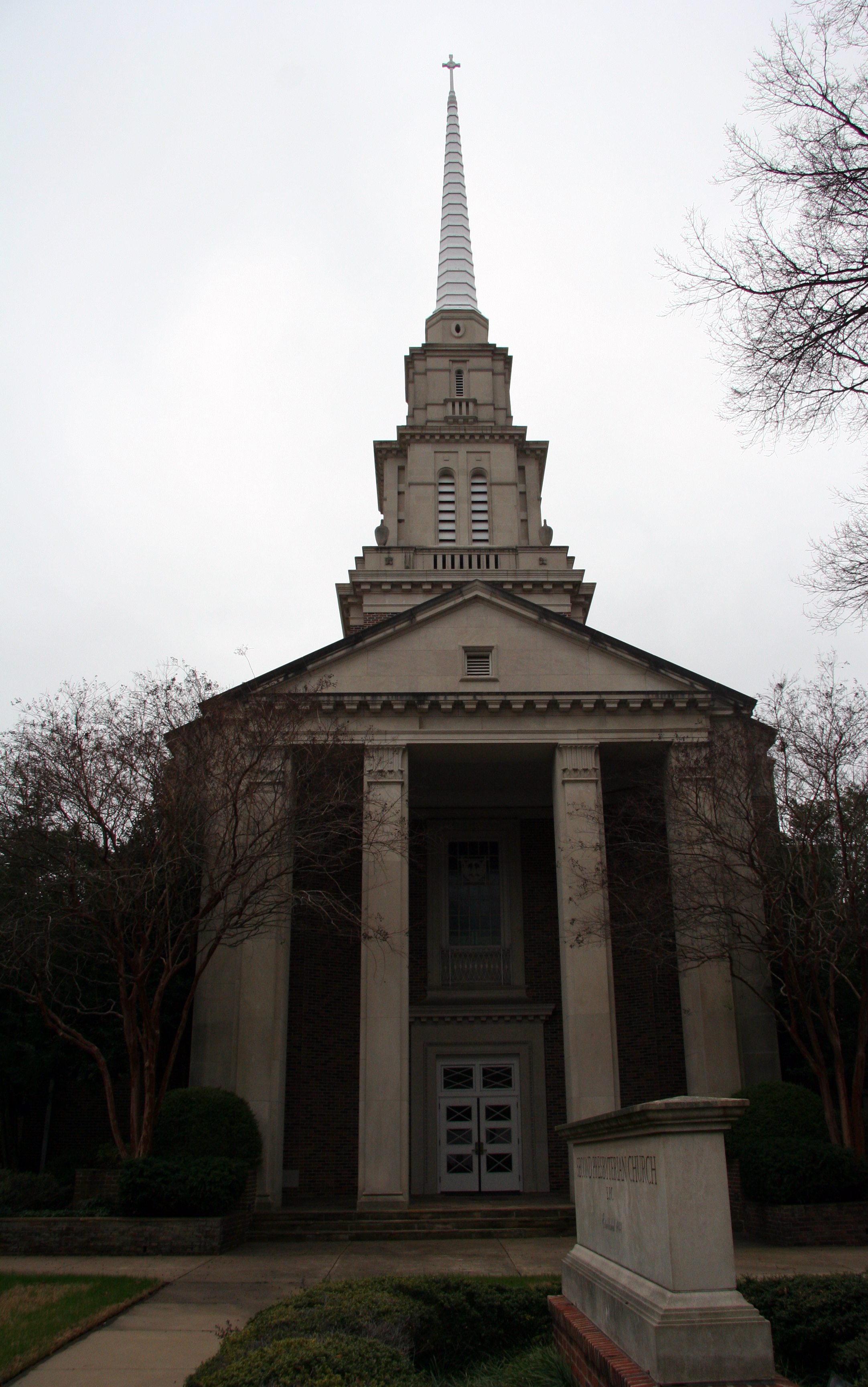
La «Second Presbyterian Church» a Memphis ,Tennessee

 (septembre 2014).
L'Evangelical Presbyterian Church (EPC - Église presbytérienne évangélique) est une Église presbytérienne des États-Unis issue en 1980 de l'Église presbytérienne unie aux États-Unis d'Amérique (United Presbyterian Church in the United States of America) que les fondateurs de l'EPC trouvait trop libérale. Elle rassemble aujourd'hui 70 000 membres. Elle est membre de l'Alliance réformée mondiale.

## Sources
- Site officiel de l'EPC